# Méthode du DSB
 (janvier 2009).
Si vous disposez d'ouvrages ou d'articles de référence ou si vous connaissez des sites web de qualité traitant du thème abordé ici, merci de compléter l'article en donnant les références utiles à sa vérifiabilité et en les liant à la section « Notes et références ».
Pour les articles homonymes, voir DSB.
La méthode DSB ou Deep Sand Bed (lit de sable épais) est une méthode d'aménagement de bac récifal permettant le maintien de coraux et de poissons au sein de l'aquarium.
Le principe de cette méthode est d'utiliser une couche de sable épaisse posée sur le fond de l'aquarium. Celle-ci est colonisée par des organismes inféodés au sol comme diverses bactéries mais aussi une multitude d'animaux comme des vers fouisseurs, des crustacés, annélides, zooplancton, amphipodes, copépodes, macro-algues etc. Ce sable est alors appelé sable vivant.
Ces organismes sont divisés en deux groupes :
- la méiofaune sont les organismes vivants sur le substrat
- l'infaune vit dans le substrat

Le sable utilisé est du sable d'aragonite (de préférence) de granulométrie inférieure à 1 mm. La couche, quant à elle, fait au minimum 10 cm d'épaisseur et peut aller jusqu'à 20 cm sans qu'il y ait véritablement de limite.
Le gravier de corail et sables plus rudes ont une tendance à emprisonner les détritus en excès à mesure que la taille du grain augmente. Ils sont donc déconseillés.
La faune du sable vivant exploite les nutriments, en l'occurrence des nitrates, et ensuite elle rejette de l'azote qui sera évacué dans l'air ambiant.
Pour compléter la méthode, il faut aussi ajouter des pierres vivantes.
Le brassage doit mettre en circulation 20 fois le volume d'eau de l'aquarium par heure. Il faut privilégier un brassage de surface et un brassage de niveau intermédiaire, le sable du fond ne doit pas être perturbé.